# Jordi Salas i Salvadó
Jordi Salas i Salvadó (Reus, Baix Camp, 5 de maig de 1958) és un metge, investigador en nutrició i obesitat i professor universitari català.
Llicenciat en medicina i cirurgia el 1982, i doctorat el 1985 per la Universitat de Barcelona, amplià estudis a la Universitat de Nancy I i la Universitat de París V (1985-88), especialitzant-se en nutrició. És catedràtic de nutrició i bromatologia i director del Grup de Recerca en Nutrició Humana de la Universitat Rovira i Virgili. També ocupa el càrrec de cap clínic de nutrició de l'Hospital Universitari Sant Joan de Reus, del qual el 1994-1997 fou responsable de la Unitat de Nutrició Clínica del Servei de Medicina Interna. És director del Centre Català de la Nutrició de l'Institut d'Estudis Catalans (2008), president de la Federació Espanyola de Societats de Nutrició, Alimentació i Dietètica (2010) i membre del Comitè Científic de l'Agència Espanyola de Seguretat Alimentària i Nutrició. Ha estat investigador principal de multitud de projectes de recerca, ha publicat més de cent cinquanta articles de recerca i edità cinc llibres, tots ells centrats en l'estudi de l'obesitat, la diabetis i les malalties cardiovasculars. Ha estat guardonat amb diversos premis, entre els quals destaquen el premi Alexandre Frías i Roig sobre nutrició infantil, el Premi Joves Excel·lents de Catalunya d'innovació mèdica, el premi Instituto Danone a la trajectòria científica (2011), el premi Aula Mèdica/SENPE a la trajectòria científica, atorgat per la Sociedad Española de Nutrición Parenteral y Enteral, i el premi Josep Trueta de l'Acadèmia de Ciències Mèdiques de Catalunya i Balears (2012). L'any 2013 ingressà a l'Institut d'Estudis Catalans (Secció de Biologia). Considerat un dels investigadors més citats del món, l'any 2020 el Govern de la Generalitat de Catalunya li atorgà el Premi Narcís Monturiol.